# 中道美穗子
中道美穗子（日语：／ Nakamichi Mihoko，1981年1月22日—），日本女性配音員、旁白。出身於京都府。Crazy Box所屬。

## 來歷、人物
日本播音演技研究所畢業。資格：秘書技能檢定1級、普通汽車執照、簿記3級。興趣：看電影、瑜珈、欣賞陶器、收集茶具。特長：英語朗讀、全身按摩、作咖啡蔬食。

## 演出
粗體字表示主要角色。

### 電視動畫
2009年
- 東京地震8.0
- 涼宮春日的憂鬱 (2009年版)（母親）

2010年
- 夢色蛋糕師（米蓮、顧客）

2011年
- 銀魂'（眼鏡的聲音）

2012年
- 花牌情緣（2012年—2020年，若宮詩暢）3系列[系列 1]

2021年
- 開掛藥師的異世界悠閒生活 ～到異世界開藥房去～（大嬸）

2025年
- 我和班上最討厭的女生結婚了。（使用者B）
- 黃昏旅店（大外聖生的母親）

### 網路動畫
- （2022年，、母）

### 遊戲
年份不詳
- RPG 黑色沙漠（歐文、馬爾達·金）

2016年
- 問答RPG 魔法使與黑貓維茲（里基特·米利安）
- 亞爾堤戰記（日语：アルテイルクロニクル）（白帝、埃伊納）

### 外語配音

#### 電影
- 彗星來的那一夜（李〈蘿倫·絲卡法莉亞（英语：Lorene Scafaria）〉）
- 快樂喪屍（英语：Deadheads (film)）
- 魔法灰姑娘（曼蒂〈蜜妮·卓芙〉）
- 封城之後（莫諾里斯）
- 第八頁（南西·皮爾潘〈麗素·慧絲〉）
- 大力士參孫（英语：Samson (2018 film) 電影）
- 聊齋古卷：蘭若之境（聶小田〈王美琪〉）
- 超異能部隊
- 亡靈（英语：The Revenant (2009 film)）
- 真正的正義4（日语：沈黙の弾痕）
- 零點追擊（英语：Zero Tolerance (2015 film)）（維羅妮卡）

#### 電視影集
- 孫子大傳（眉妃〈翁虹〉）
- 貞愛好孕到（羅絲〈布麗姬特·里根（英语：Bridget Regan）〉）
- 楚漢傳奇（虞姬〈李依曉〉）

### 數位漫畫
- 毫不保留的愛（2017年，真咲明里）

### 旁白
- 火焰大對抗（日语：ウッチャンナンチャンのウリナリ!!）「小內小南藝人社交舞蹈社（日语：ウリナリ芸能人社交ダンス部）」
- 星期一精打細算!!（日语：がっちりマンデー!!）
- 世界上最想上的課（日语：世界一受けたい授業）
- 魔女們的22點（日语：魔女たちの22時）
- 東京小子G情報（日语：メントレG）
- Kanpani
- 珍奇百景鑑定團
- 世界珍奇有趣學院影片大賞
- 我討厭貓的理由Ⅱ
- Table of Dreams ～夢之食卓～
- 短歌心動（日语：NHK短歌）
- 消失的琉球競馬（綠色ch）
- KILL la KILL DVD特典影像
- 過度的午睡
- S☆1（日语：S☆1）

## 腳註

## 外部連結
- 中道美穗子｜Crazy Box （日語）